# Helzerklaus

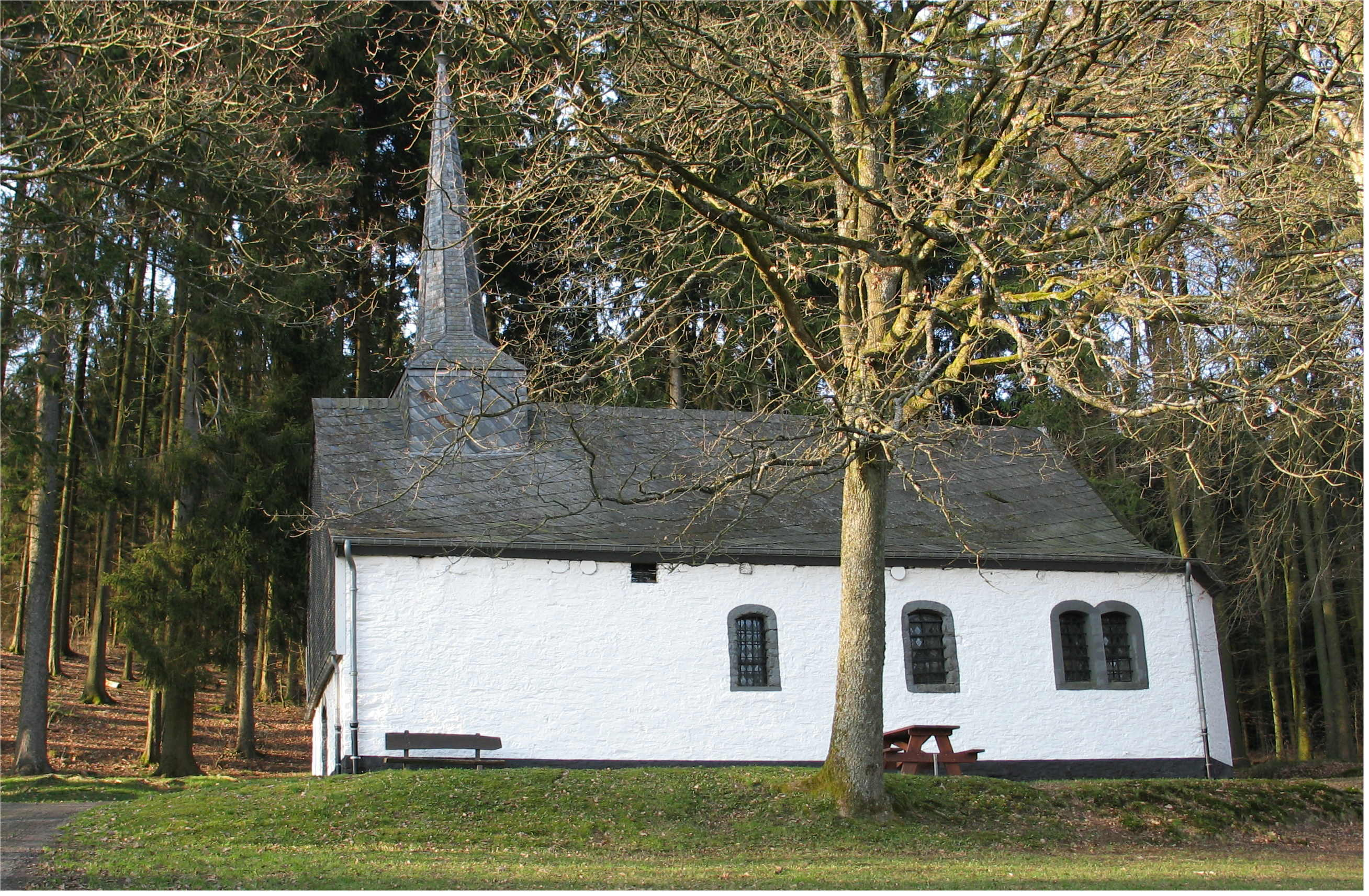
Helzerklaus

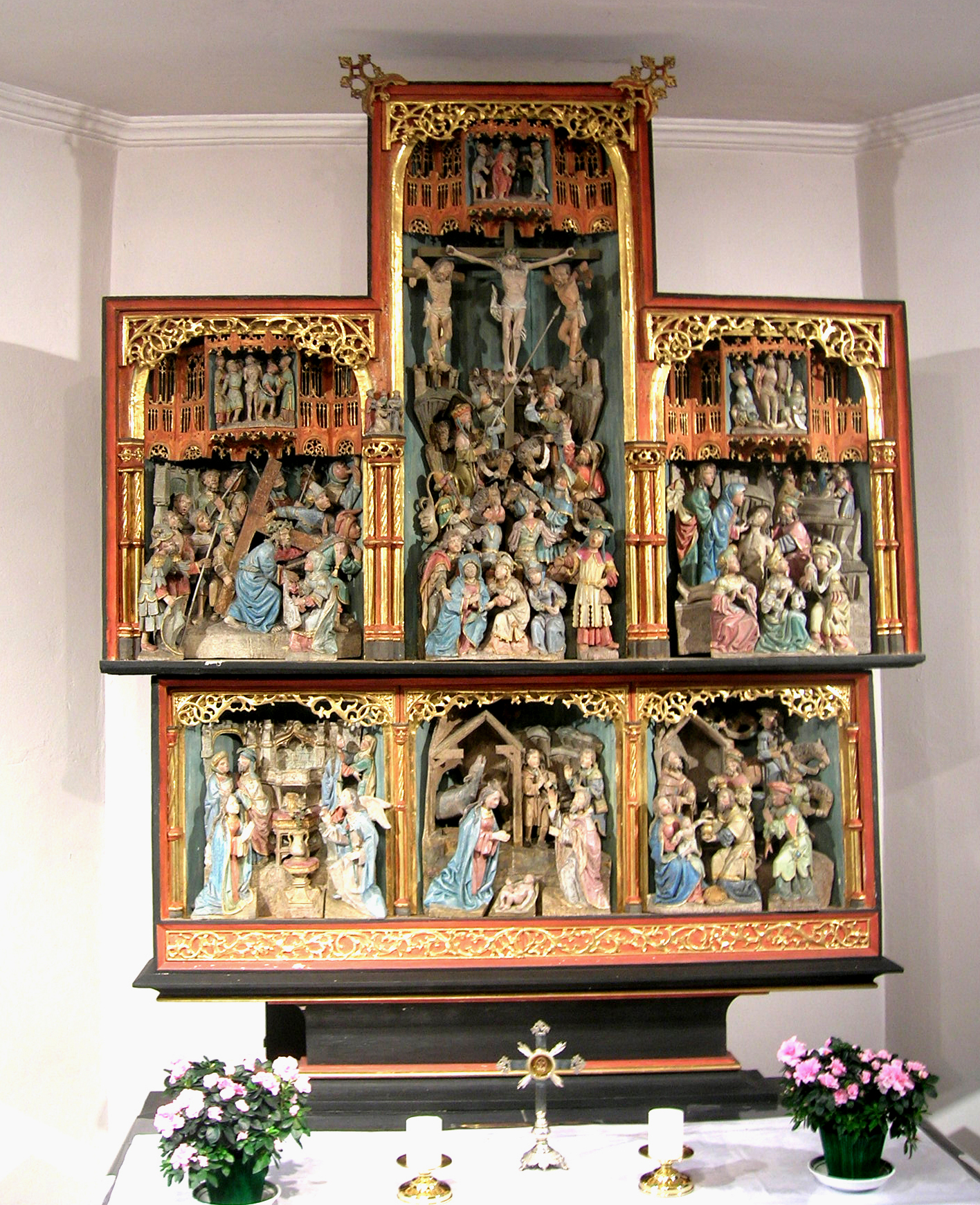
Het altaarretabel van de kapel

De Helzerklaus is een kluizenarij bij Hachiville in de gemeente Wincrange in Luxemburg. De kluis staat ongeveer een kilometer ten noordwesten buiten het dorp aan de rand van het bos dicht bij de grens met België.
De kapel van de kluis is gewijd aan Sint-Thomas.

## Geschiedenis
De oorsprong van de kluis is onbekend. In 1474 schonk paus Sixtus IV een stier in de hoop dat er een grotere kapel werd gebouwd.
Sinds 28 december 1961 wordt de kapel beschermd als monument.
In 1974 werd de 500e verjaardag gevierd van de Helzerklaus.

## Opbouw
De witte georiënteerde kapel met kluizenaarswoning wordt gedekt door een zadeldak met daarop een dakruiter met ingesnoerde torenspits.